# حمام بازار
حمام بازار مربوط به دوره قاجار است و در نهاوند، ضلع جنوبی میدان مرکزی شهر واقع شده و این اثر در تاریخ ۵ تیر ۱۳۸۴ با شمارهٔ ثبت ۱۱۹۵۴ به‌عنوان یکی از آثار ملی ایران به ثبت رسیده‌است.